# 女神寮の寮母くん。
『女神寮の寮母くん。』（めがみりょうのりょうぼくん）は、日野行望による日本の漫画。『月刊少年エース』（KADOKAWA）にて、2018年2月号から2022年8月号まで連載された。

## あらすじ
中学1年生の少年、南雲孝士は、家を火事で失い父親は失踪し、道で行き倒れているところを、女子大生の和知みねるに助けられた。事情を聞いたみねるは、孝士をそのまま女子大の学生寮女神寮の寮母へと誘い、孝士は喜んでこれを了承した。かくして孝士と癖のあるお姉さんたちによる、ハプニング続きの新生活が始まる。

## 登場人物
声の項はテレビアニメ版の声優。年齢は原作開始時のもの単行本6巻で進級した。学部学科は単行本カバー袖、誕生日は単行本5巻に記載。

### 女神寮
南雲 孝士（なぐも こうし）
声 - 山田美鈴
主人公。12→13歳。中学1年生、28話には中学2年生。誕生日は3月10日。女装が似合う美少年。母が他界している父子家庭だったが、12歳の誕生日に家が焼失した上に父が失踪、空腹で行き倒れていたところをみねるに拾われ、女神寮の管理人になる。
誠実なしっかり者で、どんな時でも他人を気づかえる優しい性格。父子家庭だったため料理も含めて家事全般が得意。その為、曲者揃いの女神寮の住人達からもすぐに信頼され、弟のように可愛がられている。しかし性的には非常に純真で、ほぼ毎回、女性陣の裸や下着姿に照れ戸惑ったり、あてなとHなアクシデントを引き起こして動揺するなどしている。カナヅチで泳げない。
寮で暮らしていくうちに、あてなを意識するようになるが、寮母という立場もあり自分の気持ちに戸惑ってしまうが、フレイの激励で立ち直っていく。
早乙女 あてな（さおとめ あてな）
声 - 七瀬彩夏
メインヒロイン。19歳→20歳。星間女子大一回生で家政学部児童学科に所属、28話には大学2年生。誕生日は4月26日。
良家出身のお嬢様。女系家族な上にずっと女子校で過ごしてきたために男性が苦手　で、触れただけで鼻血を吹き出してしまう。入学当初は別の寮に住んでいたが、男の連れ込みが横行していたため退寮し、みねるに誘われて女神寮に引っ越してきた。その経験から孝士の入寮にも反対していたが、彼の誠実さを知り同居を認めた。
個性的な女神寮の住人達の中では普通で唯一の常識人で、孝士に対しては保護者目線で接しようと努めていて、彼から姉扱いしてほしいところを持つ。寮生の中では最年少であるが、みねる達の自由奔放な面にも意見を言う几帳面な言動が多いが、ドジな面もあり孝士と一緒にいる機会が多い為、彼とHなアクシデントを起こす事が多かったりしてしまう。原作後半では男が苦手だということを克服してからは羞恥心も表に出るようになり、孝士とHなアクシデントが起きた際激怒することも多くなる。
和知 みねる（わち みねる）
声 - たかはし智秋
21→22歳→23歳。星間女子大四回生で理学部物質生物化学科に所属、28話には大学院生。誕生日は9月30日。女神寮の寮長で、学外にもその異名が轟くマッドサイエンティスト。「歩く毒ガス発生器」と呼ばれている。
孝士を助けて寮母に誘う。裸族で寮の中では下着に白衣のみを羽織った姿で過ごすことが多く恥じらうことがない。フレイとつるんで、純真な孝士に色気でちょっかいを出すこともしばしばだが、孝士が再び中学に通えるよう働きかけるなど、彼を思う気持ちは本物である。
戦咲 きりや（せんしょう きりや）
声 - 村井理沙子
19→20歳→21歳。星間女子大二回生で文学部日本文学科に所属、28話には大学3年生。誕生日は8月23日。実家が武道教室を営んでおり、弟が多く、一人称は「ボク」で男装が似合うボーイッシュな武闘派。
弟と組み手で遊ぶことが多かったため、孝士にも遊びで組み手を仕掛けてくることがあり、その間密着しても特に恥じらうことはない。一方で少女漫画が好きで、漫画のシーンで照れると、部屋の壁や床を腕力で壊してしまうこともしばしば。実家に弟がいる姉である矜持から、あてなと張り合い孝士の姉を自称して弟のように思っていたが、徐々に異性として意識していくようになる。
フレイ
声 - 福山あさき
20→21歳→22歳。星間女子大三回生で家政学部被服学科に所属、28話より大学4年生。誕生日は12月12日。フレイはハンドルネームで本名不詳。大学では服飾サークルに入っている。コスプレイヤー。
衣装を自作し、自分で着たり相手に着せるのも好きだが、強引な一面も。性的に自由奔放な面があり、みねるとつるんで純真な孝士に色気でちょっかいを出すこともあるが、孝士があてなのことで思い悩んでふさぎ込んでいた時は彼を気にかけて、コスプレを通じて本音を引き出して立ち直らせるなど面倒見の良い一面も持ち合わせている。
八月朔日 せれね（ほづみ せれね）
声 - 夜道雪
星間女子大に在学中だが年齢不詳。家政学部食物学科に所属。誕生日は10月1日。みねるよりも前に入寮していることから「女神寮の主」とも呼ばれている。
感情をあまり顔に出さない一方、孝士の側で寝ようとしたり、寝ている孝士にキスしたりするなどミステリアスな部分が多い。自身の力の源と称して月に由来するものを収集する癖があり、摩訶不思議な力を持っている。一方で、寮生で1番食いしん坊で、服装は常にジャージを羽織った体操着姿など無頓着で、大学の出席数が少なく部屋が物で溢れかえっており怠惰な面が目立っている。神出鬼没で未知数のパワーを持っていることから、大学のオカルト研究部をはじめ一部の学生からUMA扱いされている。

### その他の人物
香炉野 すてあ（こうろや すてあ）
声 - 南條ひかる
孝士の保育所（アニメ版では保育園）時代からの幼馴染。一人称は「オレ」の強気な性格。他人の体温さえ熱く感じるほどに熱に敏感な体質で、人に触れられる事を拒んでいる。
保育所の時代から、孝士に好意を抱いていて、前述の体質でも構わず孝士の初恋の相手の保育所の先生の髪形を真似するほど一途であるが、ツン気味に隠しており、自身の体質もあって気軽に触れ合えなかったり自分から素直に好意を示せないことを悩んでいる。強気な女子ではあるが少女漫画やメイド服など可愛いものが好きな乙女チックな一面もある。
孝士が女神寮で寮母をしていることを知ってからは寮生の面々を警戒し、特に孝士が特別懐いてるあてなに嫉妬していたが、寮生たちの面倒見の良さに心を開いていく。
神楽 うずめ（しがらき うずめ）
星間女子大生。家政学部住居学科に所属。
いつも凪野と一緒にいる。見た目は清楚だが、性格は自由奔放で男子をよく誘惑する。孝士と図書館で知り合い、後日、彼の買い出しを手伝ったことがきっかけで女神寮に暮らしてることを知る。寮生の中ではフレイと意気投合する。更に表向きは姉と弟のような関係だと自称するあてなと孝士のお互いの本心も見抜いている。
凪野 たきり（なぎの たきり）
星間女子大生。家政学部住居学科に所属。愛称は「ナギちゃん」。
いつもうずめと一緒にいる。見た目は目が合うと怖がられるギャルだが、面倒見の良い姉御肌でうずめのツッコミ役に回ったり図書館で宿題をしてる孝士に勉強を教えたりする。うずめによって孝士が女神寮に暮らしてることを知る。
健斗の姉
星間女子大生。オカルト研究部に入っている。
神出鬼没で不思議な力を持っているせれねを調査対象として追っている。孝士とは弟が家に誘う前から大学で見かけて顔を覚えており、女装が似合う彼に興味を抱く。
健斗
孝士のクラスメイトで陸上部に入っていて、星間女子大に通う姉がいる。
孝士が女神寮で寮母をしていることは知らないが、孝士が娯楽の話題に疎くなるほど毎日家事をしていることを見抜いている様子で、「オカンの匂い」がすると思っている。1度見かねて自宅に呼んだことがある。

## 書誌情報
- 日野行望『女神寮の寮母くん。』 KADOKAWA〈角川コミックス・エース〉、全9巻
  1. 2018年6月25日発行、ISBN 978-4-04-107050-5
  2. 2018年12月25日発行、ISBN 978-4-04-107727-6
  3. 2019年4月26日発行、ISBN 978-4-04-108137-2
  4. 2019年10月26日発行、ISBN 978-4-04-108698-8
  5. 2020年5月26日発行、ISBN 978-4-04-109450-1
  6. 2021年1月26日発行、ISBN 978-4-04-109451-8
  7. 2021年6月25日発行、ISBN 978-4-04-111483-4
  8. 2021年12月25日発行、ISBN 978-4-04-111827-6
  9. 2022年8月26日発行、ISBN 978-4-04-112634-9

## テレビアニメ
2020年5月にアニメ化企画が進行していることが発表された。2021年7月から9月までAT-Xほかにて放送された。

### スタッフ
- 原作 - 日野行望[6]
- 監督 - 中重俊祐[5][6]
- シリーズ構成 - 鈴木雅詞[5][6]
- キャラクターデザイン - 岡田万衣子[5][6]
- サブキャラクターデザイン - 渡辺佳奈子[6]
- コスチュームデザイン - 平山英嗣[6]
- 色彩設定 - 福谷直樹[6]
- 美術監督 - 徳田俊之[6]
- 美術設定 - 泉寛[6]
- 撮影監督 - 武原健二[6]
- 編集 - 長坂智樹[6]
- 音楽 - 菊谷知樹[6]
- 音楽制作 - KADOKAWA[6]
- 音楽プロデューサー - 水鳥智栄子
- 音響監督 - 名倉靖[6]
- プロデューサー - 伊藤敦、礒谷徳知、尾形光広
- アニメーションプロデューサー - 平松巨規
- アニメーション制作 - アスリード[5][6]
- 製作 - 女神寮[6]

### 主題歌
公式2.5次元キャラクターに選ばれたキャストが作中の登場人物として歌唱する楽曲が使用される。
「Naughty Love」
早乙女あてな（猫田あしゅ）、和知みねる（ないる）、戦咲きりや（倉坂くるる）、フレイ（ふれいあ）、八月朔日せれね（夜道雪）で構成された「女神寮生」によるオープニングテーマ。作詞・作曲・編曲は橘亮祐、篠崎あやと。
「ゼッタイ! キミ宣言♡」
女神寮生に香炉野すてあ（五木あきら）を加えた「女神寮生+α」によるエンディングテーマ。作詞・作曲・編曲は塚田耕平。

### 各話リスト
| 話数   | サブタイトル               | 脚本     | 絵コンテ | 演出             | 作画監督                                                          | 総作画監督 | 初放送日       |
| ------ | -------------------------- | -------- | -------- | ---------------- | ----------------------------------------------------------------- | ---------- | -------------- |
| 第1話  | 孝士、寮母になる           | 鈴木雅詞 | 中重俊祐 | 中重俊祐         | 小島智加 岡田万衣子 佐野恵理 平山英嗣                             | 岡田万衣子 | 2021年 7月14日 |
| 第1話  | みねるとフレイ、ワケあり   | 鈴木雅詞 | 中重俊祐 | 中重俊祐         | 小島智加 岡田万衣子 佐野恵理 平山英嗣                             | 岡田万衣子 | 2021年 7月14日 |
| 第2話  | きりやとせれね、ワケあり   | 小鹿りえ | 中重俊祐 | 松島弘明         | 岸本誠司 堀たえ子 小林千鶴                                        | -          | 7月21日        |
| 第2話  | あてな、目覚める           | 小鹿りえ | 中重俊祐 | 松島弘明         | 岸本誠司 堀たえ子 小林千鶴                                        | -          | 7月21日        |
| 第3話  | 孝士、思い悩む             | 小鹿りえ | 大槻敦史 | 村山靖           | 阿形大輔 山村俊了                                                 | 岡田万衣子 | 7月28日        |
| 第3話  | 孝士、復学する             | 小鹿りえ | 大槻敦史 | 村山靖           | 阿形大輔 山村俊了                                                 | 岡田万衣子 | 7月28日        |
| 第4話  | 幼馴染み、寮に来る         | 小鹿りえ | 葛谷直行 | 藤代和也         | 梶浦紳一郎                                                        | 岡田万衣子 | 8月4日         |
| 第4話  | 孝士、女子大に潜入する     | 小鹿りえ | 葛谷直行 | 藤代和也         | 梶浦紳一郎                                                        | 岡田万衣子 | 8月4日         |
| 第5話  | せれね、ひきこもる         | 小鹿りえ | 大平直樹 | ながはまのりひこ | 小山知洋                                                          | 平山英嗣   | 8月11日        |
| 第5話  | 女神寮、旅行へ行く         | 小鹿りえ | 大平直樹 | ながはまのりひこ | 小山知洋                                                          | 平山英嗣   | 8月11日        |
| 第6話  | すてあ、海に思う           | 小鹿りえ | 葛谷直行 | 藤代和也         | 千葉茂 阿形大輔                                                   | 岡田万衣子 | 8月18日        |
| 第6話  | 孝士、コスプレデビューする | 小鹿りえ | 葛谷直行 | 藤代和也         | 千葉茂 阿形大輔                                                   | 岡田万衣子 | 8月18日        |
| 第7話  | 星間女子大、学園祭         | 鈴木雅詞 | 小野学   | 松島弘明         | 川村裕哉 春川彩子 WHITE LINE Spring river                         | 岸本誠司   | 8月25日        |
| 第8話  | きりや、クリスマスに願う   | 小鹿りえ | 大槻敦史 | ウヱノ史博       | 松本勝次 李少雷 鳥山冬美 松下清志                                 | 平山英嗣   | 9月1日         |
| 第9話  | すてあ、コタツに想う       | 小鹿りえ | 葛谷直行 | 飯村正之         | Kim Seok Yung 杉本幸子 北條直明 鵜池一馬 岩崎亮 園田大勢 川村敏江 | 平山英嗣   | 9月8日         |
| 第9話  | 孝士、大掃除に挑む         | 小鹿りえ | 葛谷直行 | 飯村正之         | Kim Seok Yung 杉本幸子 北條直明 鵜池一馬 岩崎亮 園田大勢 川村敏江 | 平山英嗣   | 9月8日         |
| 第10話 | 女神寮の女神たち           | 鈴木雅詞 | 中重俊祐 | 中重俊祐         | 平山英嗣 小山知洋 佐野恵理 岡田万衣子                             | 岡田万衣子 | 9月15日        |

### 放送局
放送局や配信サイトによって、「風紀まもるくん修正バージョン」、「風紀まもるくん無修正バージョン」（伏せ表現ほぼなし）、「風紀まもるくんシースルーバージョン」（伏せ表現がある程度透過）などの複数バージョンが存在。通常の放送・配信では修正バージョンを放送・配信、一部ネット配信では後日シースルーバージョンも配信される。
| 放送期間                | 放送時間                      | 放送局     | 対象地域 | 備考                                                             |
| ----------------------- | ----------------------------- | ---------- | -------- | ---------------------------------------------------------------- |
| 2021年7月14日 - 9月15日 | 水曜 23:30 - 0:00（水曜深夜） | AT-X       | 日本全域 | 製作参加 / CS放送 / リピート放送あり R15+指定 / 無修正バージョン |
| 2021年7月15日 - 9月16日 | 木曜 1:05 - 1:35（水曜深夜）  | TOKYO MX   | 東京都   |                                                                  |
|                         |                               | KBS京都    | 京都府   |                                                                  |
|                         | 木曜 1:30 - 2:00（水曜深夜）  | サンテレビ | 兵庫県   |                                                                  |
| 2021年7月16日 - 9月17日 | 金曜 0:30 - 1:00（木曜深夜）  | BS11       | 日本全域 | BS放送 / 『ANIME+』枠                                            |

| 配信開始日            | 配信時間                           | 配信サイト | 備考                                |
| --------------------- | ---------------------------------- | --- | ----------------------------------- |
| 2021年7月15日         | 木曜 0:00（水曜深夜） 更新         | dアニメストア | 6日遅れでシースルーバージョンも配信 |
| 2021年7月22日以降順次 | 木曜 0:00（水曜深夜） 以降順次更新 | ABEMA GYAO! ひかりTV FOD J:COMオンデマンド みるプラス バンダイチャンネル Hulu アニメ放題 U-NEXT                                       | 6日遅れでシースルーバージョンも配信 |
|                       |                                    | niconico Amazon Prime Video Rakuten TV DMM.com music.jp ビデオマーケット GYAO!ストア HAPPY!動画 クランクイン！ビデオ ムービーフルplus |                                     |

### BD
| 巻 | 発売日         | 収録話         | 規格品番  |
| -- | -------------- | -------------- | --------- |
| 1  | 2021年10月27日 | 第1話 - 第5話  | KAXA-8201 |
| 2  | 2021年11月26日 | 第6話 - 第10話 | KAXA-8202 |